# Laramidia

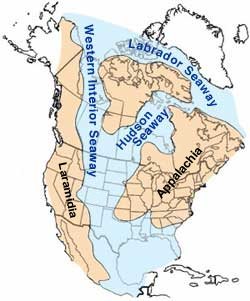
Laramidia et la voie maritime intérieure de l'Ouest (Western Interior Seaway) il y a environ 100 millions d'années.

Laramidia est un nom inventé par J. David Archibald en 1996 pour décrire une île-continent qui existait pendant l'époque du Crétacé supérieur, lorsque la voie maritime intérieure de l'Ouest a divisé le continent de l'Amérique du Nord en deux. Deux masses existaient: celle de l'Est est appelée Appalachia ; Laramidia est le nom donné à la masse continentale de l'Ouest. Pendant la séparation des deux continents, la faune a évolué de manière différente sur chacun d'eux. Par exemple, les nodosaures, dinosaures à armure formée de plaques, ont été relativement abondants dans les Appalaches. Toutefois, dans Laramidia, il n'existait que des formes rares et spécialisées, telles que Edmontonia et Panoplosaurus.
Laramidia s'étend de l'actuel Alaska jusqu'au Mexique. Cette île-continent est très riche en fossiles de dinosaures, ce qui suggère que l'Ouest américain abritait l'une des faunes de dinosaures les plus diverses du monde entier. Tyrannosaures, dromæosauridés, troodontidés, hadrosaures, cératopsiens (y compris Kosmoceratops et Utahceratops), pachycéphalosauriens, et sauropodes titanosaures sont quelques-uns des groupes de dinosaures qui y ont vécu. Des fossiles de dinosaures ont été découverts dans la région s'étendant de l'Alberta au Nouveau-Mexique.